# La Tortajada
María del Consuelo Priscila Tamayo Hernández (Cabezón de Pisuerga (Valladolid), 16 de enero de 1870- Santa Fe (Granada), 7 de febrero de 1957), más conocida como “La Tortajada”, fue una bailarina y cantante española de la revista teatral de la Belle Époque.

## Biografía
María del Consuelo nació en Cabezón de Pisuerga, un pueblo de la provincia de Valladolid donde fue bautizada en la Iglesia de Santa María el 20 de enero de 1870. Ella siempre afirmó que había nacido en Santa Fe (Granada), sin embargo ya algunos autores apuntaban a la posibilidad de que hubiera nacido en Madrid o Valladolid, debido a la ausencia de los documentos de archivo que impedían confirmar esta hipótesis. 
Su partida de bautismo se conserva en el Archivo General Diocesano de Valladolid y en ella se indica que sus padres fueron Gabriel Tamayo, natural de Ledesma (Salamanca) y Francisca Hernández, natural de Santa Fe (Granada), empleados de la vía férrea.
Consuelo se educó sin embargo en un colegio de monjas de Barcelona con cuyo director del coro, Ramón Tortabús Borrás, quien era más conocido por Ramón Tortajada, se casaría aún adolescente. Con él como agente teatral, y dándole este el nombre artístico con el que se conocería como artística, se presentó como actriz de variedades en Madrid y Barcelona y con quince años debutó en el Empire de París. Codeándose con “La Bella Otero”, y aunque actuó poco en España, tuvo sonados éxitos en la capital francesa, así como en Londres y otros escenarios de Europa, Norteamérica, e incluso en el Transvaal sudafricano.
Fue condecorada por el káiser alemán Guillermo II y por el zar ruso Nicolás II, y recibida en audiencia privada por el papa Pío X.
En 1911 , avisada del mal estado de su madre, que «en el lecho de muerte le pide que se baje de las tablas». Consuelo dejó la escena hacia 1913, y el matrimonio se instaló en un palacete de estilo árabe en la plaza Mariana Pineda de la capital granadina. Su marido se prestó a dirigir la escuela municipal de música y participaba en la tertulia del Rinconcillo. También puso en marcha un servicio de líneas de autobuses de Granada a Motril, que resultó un fracaso. Además, Ramón Tortajada se fugó con la cocinera y los ahorros.Este moriría en 1928.

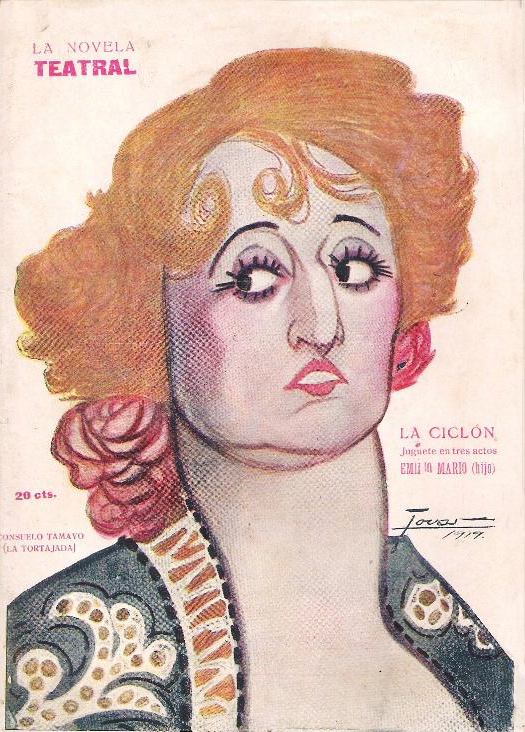
En una caricatura de Tovar (1919), publicada en La Novela Teatral del 16 de noviembre de 1919.

Más tarde se enamoró de un hombre mucho más joven que dilapidó sus últimos recursos económicos que le quedaban y la dejó en la ruina. Arruinada y cargada de baúles con recuerdos, regresó a Santa Fe, su pueblo natal, donde falleció a los ochenta y nueve años de edad, y donde tiene dedicada una calle.

## Reconocimientos
En julio de 2018 la Asociación “Herstóricas. Historia, Mujeres y Género” y el Colectivo “Autoras de Cómic” creó un proyecto de carácter cultural y educativo para visibilizar la aportación histórica de las mujeres en la sociedad y reflexionar sobre su ausencia consistente en un juego de cartas. Una de estas cartas está dedicada a Tamayo.
En su pueblo natal, Santa Fe, tiene dedicada una calle y existe una asociación feminista con su nombre.